# Cerococcus punctiferus
Cerococcus punctiferus är en insektsart som först beskrevs av Green 1901.  Cerococcus punctiferus ingår i släktet Cerococcus och familjen Cerococcidae. Inga underarter finns listade i Catalogue of Life.